# Askold Bazjanov
Askold Aleksejevitj Bazjanov (på ryska Аскольд Алексеевич Бажанов, även känd som finska, nordsamiska Bažanov, engelska Bazhanov, tyska Baschanow), född 21 juli 1934 i Ristikent, död 15 oktober 2012 i Revda var en skoltsamisk författare från Ryssland.

## Biografi
Bazjanov föddes 1934 i byn Ristikent vid sjön Notozero i Murmansk oblast där hans förfäder hade levt av renskötsel, fiske och jagd. På grund av älven Tulomas fördämning vid Verchnetulomskij på 1960-talet ligger den före detta byn under vatten idag. 
Redan före kriget måste Bazjanovs familj flytta för att arbeta i den nygrundade kolchosen Vosmuss som låg nedströms vid Tuloma. Där tillbringade Bazjanov sin barndom innan han började gå på internatskolan i den närliggande byn Jurkino. Efter fjärde klassen återvände han till Vosmuss och arbetade som renskötare i kolkhosen eftersom den fattiga familjen inte hade råd för sonens vidare utbildning. Bazjanovs far dog vid krigets början. Och då den sovjetiska staten bistod krigsoffrens barns utbildning kunde han igen gå i skolan och läsa till sjunde klass i internatskolan i staden Kola.
Bazjanovs dröm var att utbilda sig till pilot. Men på grund av en fallskärmsolycka måste han lämna flygskolan igen. Istället flyttade Bazjanov till Leningrad för att börja studera år 1952. Först fick han gå en förberedningskurs vid Institutionen för de nordliga folken vid Det statliga pedagogiska Gertsen universitetet för att studera färdigt till tionde klass. Sedan började han studierna vid Fakulteten för fysik och matematik vid samma universitet. Han graduerade dock inte utan återvände redan under det tredje studieåret till sina hemtrakter för att hjälpa sin insjuknade mor. Han bosatte sig i byn Pulozero vid Murmanbanen dit modern måste flytta då kolchosen i Vosmuss blev stängt av myndigheterna. Bazjanov arbetade vid järnvägarna och som kulturklubbledare. Efter moderns död flyttade han till Lovozero år 1962 och arbetade som traktorist. Senare flyttade han till den närliggande staden Revda, där han arbetade i gruvdriften fram till sin pension. Orten Revda vid den södra foten av Lovozerotundran blev Bazjanovs hemstad fram till sin död år 2012.

## Verk
Fast Bazjanovs modersmål var skoltsamiska skrev han sin poesi och prosa uteslutande på ryska. Redan under sin skoltid började han skriva. Men det var först efter flyttet till Revda att han började publicera sina dikter. Sedan 1965 har de utkommit i lokaltidningar. 1970, 1979, 1982 och 1985 utkom Bazjanovs poesi i olika regionala och överregionale antologier. 1986 grundades an samisk författareförening i Lovozero, där Bazjanov tog del tillsammans med Oktjabrina Voronova, Aleksandra Antonova, Jekaterina Korkina och andra. Föreningen fick namnet Kjaajjn (kildinsamiska Кя̄ййн) som betyder ‘väg’.
Bazjanovs första bok, diktsamlingen Solntse nad tundroj (på svenska ‘Sol över tundran’), kom ut 1983. 1986 publicerade han novellen Belyj olen (på svenska ‘Vita renen’) som ursprungligen trycktes som serie i löpande avsnitt i lokaltidningen från Lovozero Lovozerskaja pravda  (på ryska Ловозерская правда). Samma år blev den samlade novelltexten  också tryckt i självförlag av elever vid en vidaregående skola i Murmansk och fördelat i liten upplaga. Samtidig ordnade det samiska förlaget Davvi Girji översättningar till kildinsamiska och nordsamiska. Hans tredje bok Verses & poems on the Saami land är igen en diktsamling. Den presenteras Bazjanovs diktning för första gången med paralleltext på engelska. Boken, som blev till tack vare Elisabeth Schellers redaktionella insats, gavs ut som volym i Kleine saamische Schriften i Tyskland 2009.
Bland huvudteman i Bazjanovs skrivande är människornas förbindelser med naturen, den samiska kulturella identiteten och andra världskriget.